# Rapporto sessuale

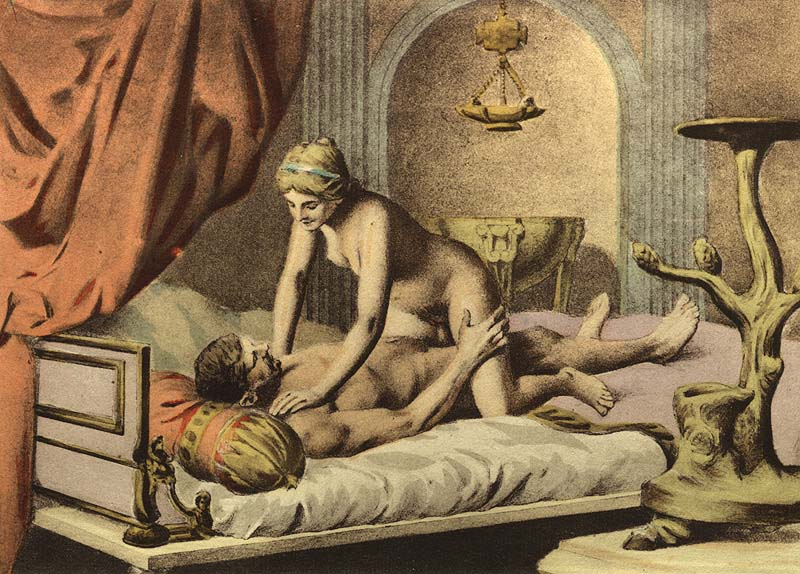
Édouard-Henri Avril raffigura una donna in posizione dominante, una posizione che ha maggiori probabilità di stimolare il clitoride

Il rapporto sessuale o sesso è un'attività fra due o più individui dalla quale si può ricavare piacere sessuale. L'attività sessuale può comprendere: sesso non penetrativo (per esempio masturbazione reciproca, tribadismo, frottage, fingering, cunnilingus, anilingus) e/o sesso penetrativo (per esempio sesso vaginale, sesso anale, sesso orale).
Il rapporto sessuale nel mondo animale viene più generalmente definito accoppiamento.

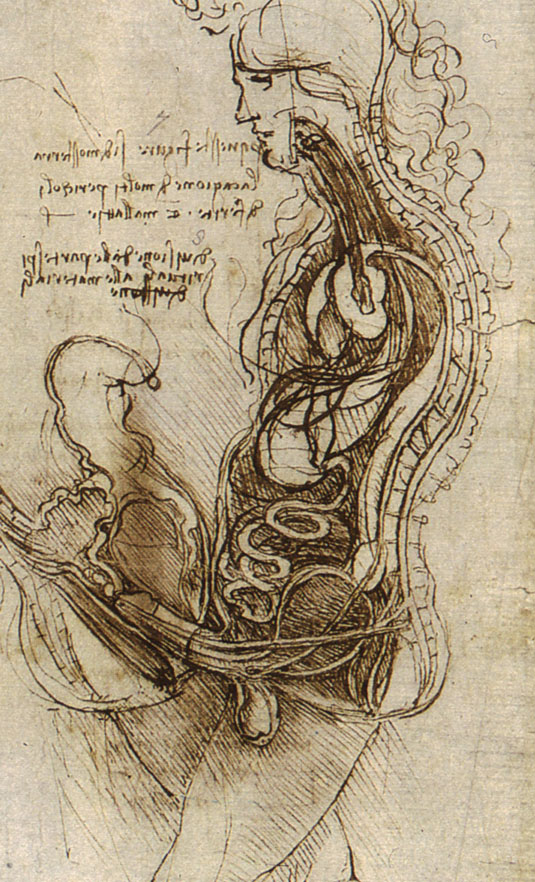
Disegno di un coito fra un uomo e una donna in sezione, Leonardo da Vinci (1492)

La sessualità e i rapporti sessuali sono considerati elementi sostanziali dell'essere umano poiché, oltre alla riproduzione, coinvolgono gli aspetti ontogenetici dell'essere umano e in modo preponderante, lo sviluppo dell'identità, la formazione e il mantenimento delle sue relazioni nell'ambiente di vita.

## Classificazione
L'insieme delle pratiche sessuali umane è molto vasto. La trattazione seguente non è onnicomprensiva.

### In base alle parti del corpo coinvolte
- Sesso vaginale

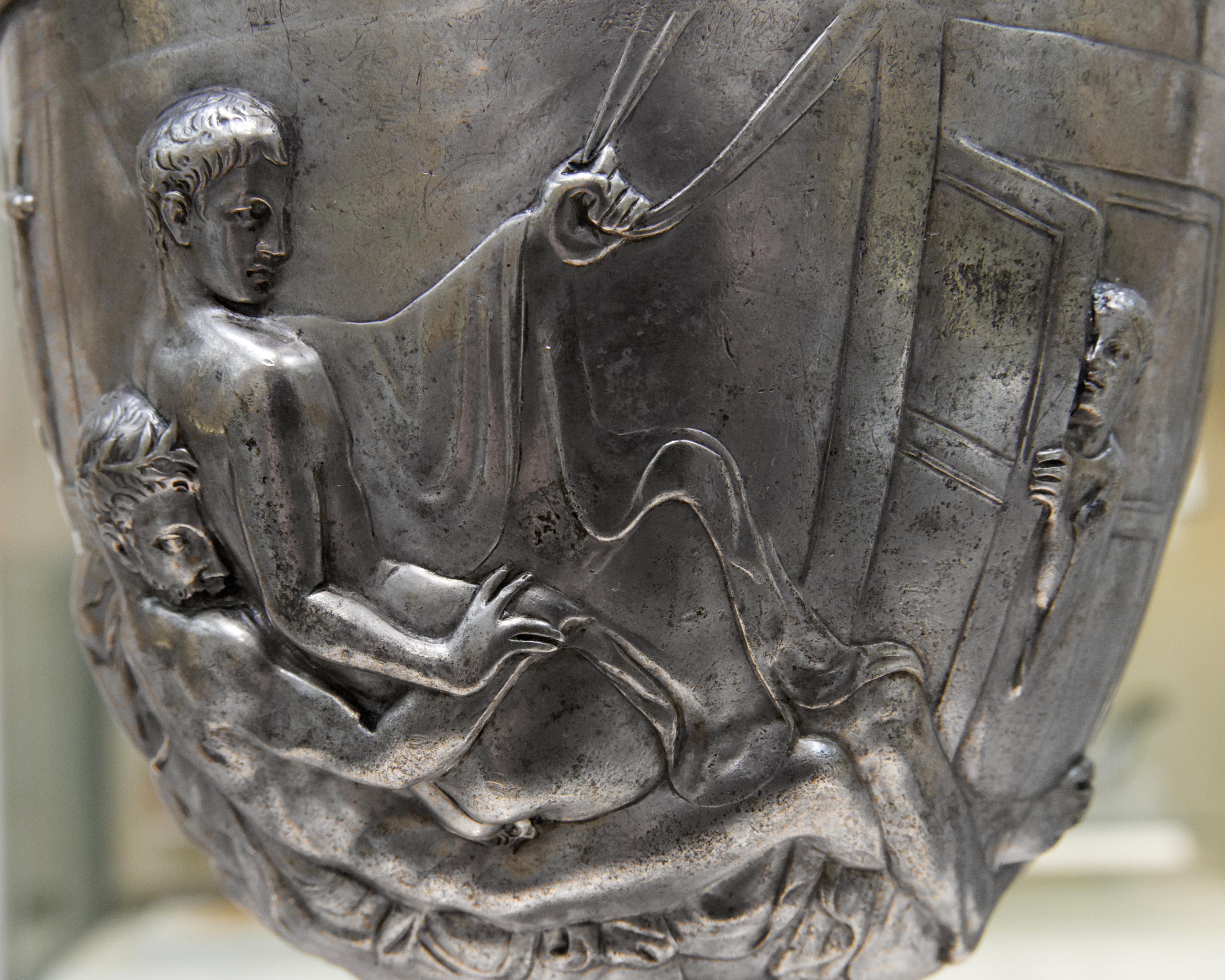
Rappresentazione di un uomo e un giovinetto dell'antica Roma durante un rapporto anale (tazza d'argento con immagine in rilievo, I secolo d.C., ritrovata a Bittir, Palestina)

  - l'inserzione del pene nella vagina, chiamata anche per antonomasia amplesso o coito
- Sesso orale
  - fellatio
  - cunnilingus
  - sessantanove
  - anilingus
  - teabagging
- Sesso anale
  - l'inserzione del pene nell'ano
  - massaggio prostatico
  - pegging
- Masturbazione
  - masturbazione o fingering
  - frottage
  - footjob
  - titjob o spagnola
  - sesso intercrurale (interfemorale)
  - fra i glutei o scozzese
  - poplitea (nell'incavo posteriore di un ginocchio piegato)
  - ascellare
  - tribadismo

### In base al numero dei partecipanti
- Rapporto a due
- Con più di due persone: sesso di gruppo, noto anche come orgia o gang bang a seconda delle modalità, o semplicemente threesome se presenti solo 3 persone.